# Minosia
Minosia là một chi nhện trong họ Gnaphosidae.